# Yvette Vickers
Yvette Vickers (Kansas City, 26 de agosto de 1928 - Beverly Hills, 2011) foi uma modelo pin-up, cantora e atriz estadunidense.
Trabalhou em filmes como Sunset Boulevard  de 1950 (com a nome de Yvette Vedder), Attack of the 50 Foot Woman de 1958, Attack of the Giant Leeches de 1959, entre outras produções cinematográicas. A atriz também chegou a ser Playmate da Revista Playboy.
Sua morte é involta em curiosidades, pois seu corpo foi encontrado em sua casa, no dia 27 de abril de 2011, em estado de mumificação, indicando que a atriz tenha morrido, aproximadamente, um ano antes desta data.

## Filmografia
- Attack of the 50 Foot Woman ("A Mulher de Quinze Metros")
- "Atalho para o Inferno"
- "O Ataque das Sanguessugas Gigantes"
- "O Indomado Hud".
- Pressure Point ("Tormentos da Alma")